# رؤیت تلسکوپی
رؤیت تلسکوپی (انگلیسی: As Seen Through a Telescope) یک فیلم به کارگردانی جرج آلبرت اسمیت است که در سال ۱۹۰۰ منتشر شد.